# Olympische Sommerspiele 1972/Ringen – Freistil Papiergewicht (Männer)
Das Freistilringen der Männer in der Klasse bis 48 kg bei den Olympischen Sommerspielen 1972 wurde vom 27. bis 31. August in der Ringer-Judo-Halle auf dem Messegelände Theresienhöhe ausgetragen.

## Wettkampfformat
Die Kampfzeit war auf drei Mal drei Minuten beschränkt. Ein Ringer blieb solange im Turnier, bis er mit sechs Minuspunkten belastet war. Sobald nur noch zwei oder drei Athleten übrig waren, wurde eine Finalrunde um die Medaillen ausgetragen.
Minuspunkte wurden wie folgt verteilt:
- 0,5: Sieg durch technische Überlegenheit
- 1: Sieg nach Punkten
- 2: Unentschieden
- 2,5: Unentschieden, Passivität
- 3: Niederlage nach Punkten
- 3,5: Niederlage durch technische Überlegenheit des Gegners
- 4:  Niederlage durch Schultersieg des Gegners, Passivität, Verletzung

## Ergebnisse
Legende
- MPG – Minuspunkte Gesamt
- MPK – Minuspunkte in diesem Kampf

### Runde 1
| MPG | MPK |                                | Zeit |                 | MPK | MPG |
| --- | --- | ------------------------------ | ---- | --------------- | --- | --- |
| 2   | 2   | Ognjan Nikolow                 |      | Sefer Baygin    | 2   | 2   |
| 3,5 | 3,5 | Gad Tsobari                    |      | Attila Laták    | 0,5 | 0,5 |
| 2   | 2   | Ibrahim Javadi                 |      | Sergio Gonzalez | 2   | 2   |
| 3   | 3   | Badsarragtschaagiin Dschamsran |      | Rolf Lacour     | 1   | 1   |
| 1   | 1   | Jürgen Möbius                  |      | Jang Dok-ryong  | 3   | 3   |
| 3   | 3   | Ion Arapu                      |      | Masahiko Umeda  | 1   | 1   |
| 4   | 4   | Adkar Maruti                   | 8:14 | Roman Dmitrijew | 0   | 0   |

### Runde 2
| MPG | MPK |                 | Zeit |                                | MPK | MPG |
| --- | --- | --------------- | ---- | ------------------------------ | --- | --- |
| 2   | 0   | Ognjan Nikolow  | 3:50 | Gad Tsobari                    | 4   | 7,5 |
| 2   | 0   | Sefer Baygin    | 0:45 | Attila Laták                   | 4   | 4,5 |
| 2   | 0   | Ibrahim Javadi  | 4:09 | Badsarragtschaagiin Dschamsran | 4   | 7   |
| 4   | 2   | Sergio Gonzalez |      | Rolf Lacour                    | 2   | 3   |
| 4   | 3   | Jürgen Möbius   |      | Ion Arapu                      | 1   | 4   |
| 4   | 1   | Jang Dok-ryong  |      | Adkar Maruti                   | 3   | 7   |
| 4   | 3   | Masahiko Umeda  |      | Roman Dmitrijew                | 1   | 1   |

### Runde 3
| MPG | MPK |                 | Zeit |                | MPK | MPG |
| --- | --- | --------------- | ---- | -------------- | --- | --- |
| 2   | 0   | Ognjan Nikolow  | 0:50 | Attila Laták   | 4   | 8,5 |
| 5,5 | 3,5 | Sefer Baygin    |      | Ibrahim Javadi | 0,5 | 2,5 |
| 6   | 2   | Sergio Gonzalez |      | Jürgen Möbius  | 2   | 6   |
| 7   | 4   | Rolf Lacour     | 8:18 | Ion Arapu      | 0   | 4   |
| 7   | 3   | Jang Dok-ryong  |      | Masahiko Umeda | 1   | 5   |
| 1   |     | Roman Dmitrijew |      | Freilos        |     |     |

### Runde 4
| MPG | MPK |                 | Zeit |                | MPK | MPG |
| --- | --- | --------------- | ---- | -------------- | --- | --- |
| 2   | 1   | Roman Dmitrijew |      | Ognjan Nikolow | 3   | 5   |
| 6,5 | 1   | Sefer Baygin    |      | Ion Arapu      | 3   | 7   |
| 3,5 | 1   | Ibrahim Javadi  |      | Masahiko Umeda | 3   | 8   |

### Finalrunde
Ergebnisse aus den vorherigen Runden wurden übernommen (hell unterlegt).
| MPG | MPK |                 | Zeit |                | MPK | MPG |
| --- | --- | --------------- | ---- | -------------- | --- | --- |
|     | 1   | Roman Dmitrijew |      | Ognjan Nikolow | 3   |     |
| 4   | 3   | Roman Dmitrijew |      | Ibrahim Javadi | 1   |     |
| 4   | 1   | Ognjan Nikolow  |      | Ibrahim Javadi | 3   | 4   |